# Koolschildwants
De koolschildwants (Eurydema oleracea) is een 5 tot 7,5 millimeter lange wants uit de familie Pentatomidae.

## Uiterlijk
De koolschildwants lijkt enigszins op de dovenetelgraafwants (Tritomegas bicolor), die ook een zwart lichaam met witte vlekken heeft. De koolschildwants heeft echter altijd drie kleine vlekken aan de achterzijde van het achterlijf, die in een lijn naast elkaar staan. De vlekjes van de koolschildwants kunnen ook rood zijn, dan is geen verwarring met de dovenetelgraafwants mogelijk.

## Verspreiding en levenswijze
De soort komt verspreid over het Palearctisch gebied voor. De wants is in Nederland en België algemeen. Hij overwintert als imago. De koolschildwants eet van kruisbloemigen en kan schadelijk zijn op kool. De vrouwelijke koolschildwants eet ook andere insecten.

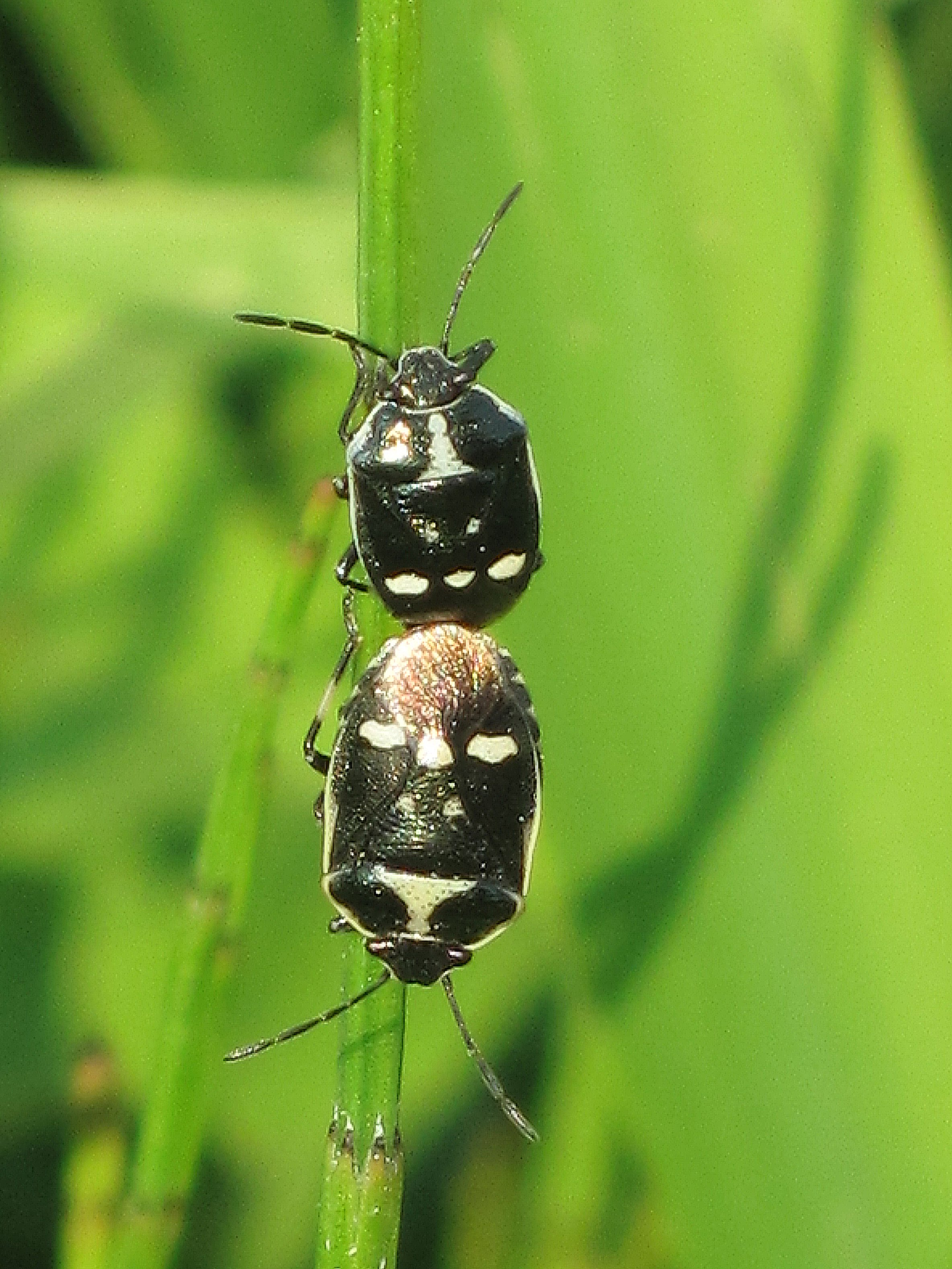
Paring
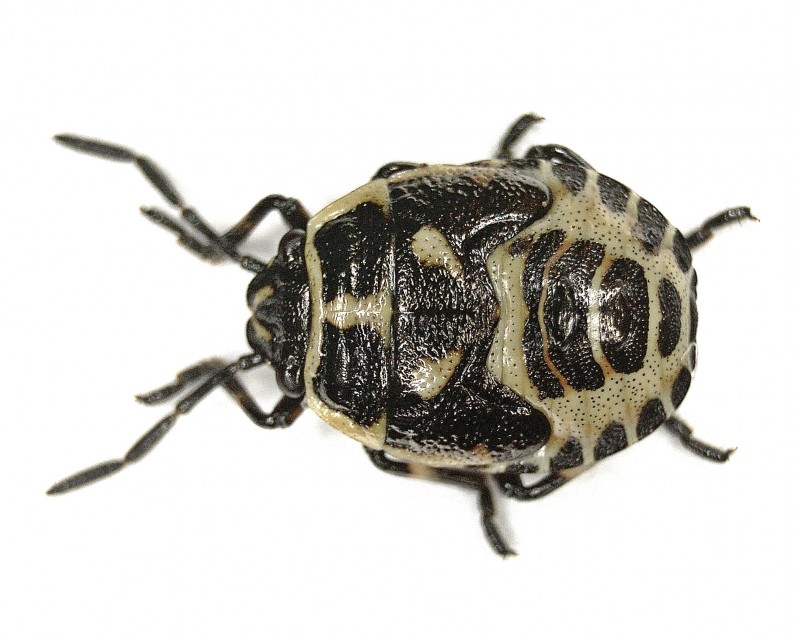
Nimf
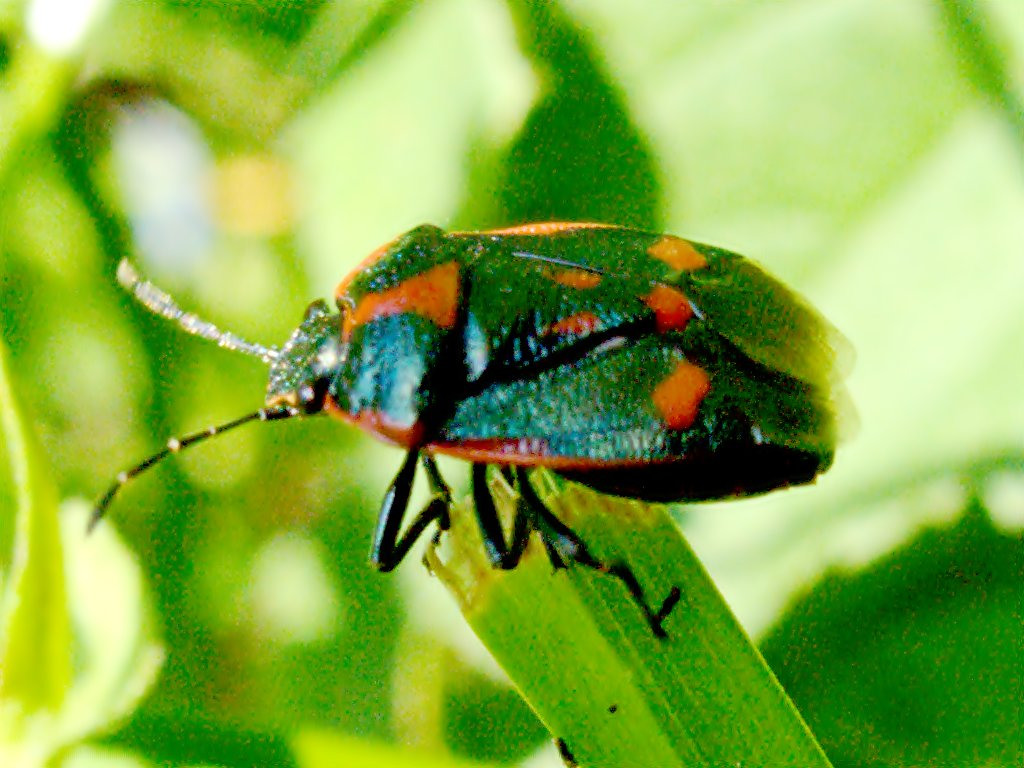
Rode vlekken variant